# Jordanie aux Jeux olympiques d'été de 2020
La Jordanie participe aux Jeux olympiques de 2020 à Tokyo au Japon. Il s'agit de sa 11e participation à des Jeux d'été.

## Médaillés
| Sport     | Discipline            | Athlète(s)         | Performance                   | Date       |
| --------- | --------------------- | ------------------ | ----------------------------- | ---------- |
| Taekwondo | Moins de 80 kg hommes | Saleh Al-Sharabaty | Maksim Khramtsov Défaite 9-20 | 26 juillet |

| Sport  | Discipline                   | Athlète(s)             | Performance             | Date   |
| ------ | ---------------------------- | ---------------------- | ----------------------- | ------ |
| Karaté | Kumité moins de 67 kg hommes | Abdelrahman Al-Masatfa | Eray Şamdan Défaite 0-2 | 5 août |

| Sport     |   |   |   | Total |
| --------- | - | - | - | ----- |
| Taekwondo | 0 | 1 | 0 | 1     |
| Karaté    | 0 | 0 | 1 | 1     |
| Total     | 0 | 1 | 1 | 2     |

| Jour       |   |   |   | Total |
| ---------- | - | - | - | ----- |
| 26 juillet | 0 | 1 | 0 | 1     |
| 5 août     | 0 | 0 | 1 | 1     |
| Total      | 0 | 1 | 1 | 2     |

| Sexe   |   |   |   | Total |
| ------ | - | - | - | ----- |
| Hommes | 0 | 1 | 1 | 2     |
| Total  | 0 | 1 | 1 | 2     |

## Athlètes engagés
| Sport      | Hommes | Femmes | Total |
| ---------- | ------ | ------ | ----- |
| Athlétisme | 0      | 1      | 1     |
| Boxe       | 5      | 0      | 5     |
| Équitation | 1      | 0      | 1     |
| Judo       | 1      | 0      | 1     |
| Karaté     | 1      | 0      | 1     |
| Natation   | 1      | 1      | 2     |
| Taekwondo  | 1      | 1      | 2     |
| Tir        | 0      | 1      | 1     |
| Total      | 10     | 4      | 14    |

## Résultats

### Athlétisme
La Jordanie bénéficie d'une place attribuée au nom de l'universalité des Jeux. Aliya Boshnak dispute le 400 mètres féminin.
| Athlète       | Épreuve       | 1er tour     | 1er tour     | Demi-finale | Demi-finale | Finale   | Finale   |
| Athlète       | Épreuve       | Temps        | Rang         | Temps       | Rang        | Temps    | Rang     |
| ------------- | ------------- | ------------ | ------------ | ----------- | ----------- | -------- | -------- |
| Aliya Boshnak | 400 m féminin | Disqualifiée | Disqualifiée | Éliminée    | Éliminée    | Éliminée | Éliminée |

### Boxe
| Athlète          | Catégorie                 | 1/16e de finale     | 1/8e de finale        | Quart de finale      | Demi-finale         | Finale              | Rang    |
| Athlète          | Catégorie                 | Adversaire Résultat | Adversaire Résultat   | Adversaire Résultat  | Adversaire Résultat | Adversaire Résultat | Rang    |
| ---------------- | ------------------------- | ------------------- | --------------------- | -------------------- | ------------------- | ------------------- | ------- |
| Mohammad Al-Wadi | Plumes hommes (-57 kg)    | Ávila Défaite 0-5   | Éliminé               | Éliminé              | Éliminé             | Éliminé             | Éliminé |
| Obada Al-Kasbeh  | Légers hommes (-63 kg)    | Asanau Défaite 0-5  | Éliminé               | Éliminé              | Éliminé             | Éliminé             | Éliminé |
| Zeyad Ishaish    | Welters hommes (-69 kg)   | Exempté             | Clair Défaite 2-3     | Éliminé              | Éliminé             | Éliminé             | Éliminé |
| Odai Al-Hindawi  | Mi-lourds hommes (-81 kg) | Plantić Défaite 2-3 | Éliminé               | Éliminé              | Éliminé             | Éliminé             | Éliminé |
| Hussein Iashaish | Lourds hommes (-91 kg)    | Exempté             | Castillo Victoire 4-0 | Teixeira Défaite 1-4 | Éliminé             | Éliminé             | Éliminé |

### Équitation
| Athlète          | Cheval   | Compétition | Qualification | Qualification | Qualification | Qualification | Qualification | Finale    | Finale    | Finale    | Finale  | Finale  |
| Athlète          | Cheval   | Compétition | Pénalités     | Pénalités     | Pénalités     | Temps         | Rang          | Pénalités | Pénalités | Pénalités | Temps   | Rang    |
| Athlète          | Cheval   | Compétition | Saut          | Temps         | Total         | Temps         | Rang          | Saut      | Temps     | Total     | Temps   | Rang    |
| ---------------- | -------- | ----------- | ------------- | ------------- | ------------- | ------------- | ------------- | --------- | --------- | --------- | ------- | ------- |
| Ibrahim Bisharat | Blushing | Individuel  | Forfait       | Forfait       | Forfait       | Forfait       | Forfait       | Éliminé   | Éliminé   | Éliminé   | Éliminé | Éliminé |

### Judo
| Athlète           | Compétition           | 1er tour              | 2e tour             | Quart de finale     | Demi-finale         | Repêchage           | Finale / MB         | Rang    |
| Athlète           | Compétition           | Adversaire Résultat   | Adversaire Résultat | Adversaire Résultat | Adversaire Résultat | Adversaire Résultat | Adversaire Résultat | Rang    |
| ----------------- | --------------------- | --------------------- | ------------------- | ------------------- | ------------------- | ------------------- | ------------------- | ------- |
| Younis Eyal Slman | Moins de 73 kg hommes | Çiloğlu Défaite 00-10 | Éliminé             | Éliminé             | Éliminé             | Éliminé             | Éliminé             | Éliminé |

### Karaté
| Athlète                | Compétition           | Tour de qualification | Tour de qualification | Tour de qualification     | Tour de qualification | Tour de qualification | Demi-finale         | Finale              | Rang                                |
| Athlète                | Compétition           | Match 1               | Match 2               | Match 3                   | Match 4               | Place                 | Demi-finale         | Finale              | Rang                                |
| Athlète                | Compétition           | Adversaire Résultat   | Adversaire Résultat   | Adversaire Résultat       | Adversaire Résultat   | Place                 | Adversaire Résultat | Adversaire Résultat | Rang                                |
| ---------------------- | --------------------- | --------------------- | --------------------- | ------------------------- | --------------------- | --------------------- | ------------------- | ------------------- | ----------------------------------- |
| Abdelrahman Al-Masatfa | Moins de 67 kg hommes | Kalniņš Victoire 8-3  | Da Costa Victoire 7-4 | Derafshipour Victoire 3-0 | Madera Victoire 4-1   | 1er                   | Şamdan Défaite 0-2  | Éliminé             | Médaille de bronze, Jeux olympiques |

### Natation
| Athlète       | Épreuve                 | Série         | Série | Demi-finale | Demi-finale | Finale   | Finale   |
| Athlète       | Épreuve                 | Temps         | Rang  | Temps       | Rang        | Temps    | Rang     |
| ------------- | ----------------------- | ------------- | ----- | ----------- | ----------- | -------- | -------- |
| Amro Al-Wir   | 100 m brasse masculin   | 1 min 2 s 17  | 41e   | Éliminé     | Éliminé     | Éliminé  | Éliminé  |
| Amro Al-Wir   | 200 m brasse masculin   | 2 min 12 s 61 | 26e   | Éliminé     | Éliminé     | Éliminé  | Éliminé  |
| Talita Baqlah | 50 m nage libre féminin | 26 s 49       | 45e   | Éliminée    | Éliminée    | Éliminée | Éliminée |

### Taekwondo
| Athlète            | Compétition           | Huitièmes de finale      | Quarts de finale        | Demi-finale               | Repêchage           | Finale / MB            | Rang                               |
| Athlète            | Compétition           | Adversaire Résultat      | Adversaire Résultat     | Adversaire Résultat       | Adversaire Résultat | Adversaire Résultat    | Rang                               |
| ------------------ | --------------------- | ------------------------ | ----------------------- | ------------------------- | ------------------- | ---------------------- | ---------------------------------- |
| Saleh Al-Sharabaty | Moins de 80 kg hommes | Ordemann Victoire 5-4    | Mahboubi Victoire 17-15 | Rafalovich Victoire 13-11 | -                   | Khramtsov Défaite 9-20 | Médaille d'argent, Jeux olympiques |
| Julyana Al-Sadeq   | Moins de 67 kg femmes | Titoneli Défaite 9-9 (S) | Éliminée                | Éliminée                  | Éliminée            | Éliminée               | Éliminée                           |

### Tir
| Athlète        | Compétition                  | Qualification | Qualification | Finale   | Finale   |
| Athlète        | Compétition                  | Points        | Rang          | Points   | Rang     |
| -------------- | ---------------------------- | ------------- | ------------- | -------- | -------- |
| Asma Abu Rabee | Pistolet à air comprimé 10 m | 559           | 44e           | Éliminée | Éliminée |